# Gura Râului
Gura Râului là một xã thuộc hạt Sibiu, România. Dân số thời điểm năm 2002 là 3622 người.